# ESVAGT
ESVAGT er et dansk rederi, som blev etableret i Esbjerg i 1981. ESVAGT leverer sikkerhed og support til søs. De vigtigste opgaver er rednings- og oliebekæmpelsesberedskab i og omkring olie/gas felterne samt services for offshore vindmølleparker. ESVAGTs specialiserede skibe og mandskab er en afgørende del af sikkerheden til søs.[kilde mangler]
ESVAGT har været ejet af ESE-Holding (25%) og A.P. Møller-Mærsk (75%).[kilde mangler]
I 2015 blev firmaet sat til salg for cirka 4,1 milliarder kroner.
I september 2015 overtog det danske anpartselskab ERRV ApS 
Dette selskab er ejet af 3i Infrastructure plc.

## Serviceydelser
- Standby-fartøjer (ERRV)
- Ankerhåndterings-fartøjer (AHTS)
- Olieforureningsbekæmpelse
- Firefighting
- Rig moves
- Wind Service Operation Vessels (SOV)

## Ekstern henvisninger
- ESVAGTs hjemmeside Arkiveret 29. oktober 2020 hos  Wayback Machine
- Mærsk Arkiveret 12. juli 2018 hos  Wayback Machine